# Pirámide de Userkaf
La pirámide de Userkaf fue construida hacia el año 2490 a. C. por el faraón Userkaf, fundador de la quinta dinastía de Egipto (c. 2494–2345 a. C.). Se encuentra en el emplazamiento de Saqqara, al noreste de la pirámide escalonada de Zoser. Para su construcción se utilizó piedra labrada para la parte exterior y restos de rocas para el núcleo, pero en la actualidad la pirámide está en ruinas y se asemeja a una colina cónica formada por la arena de Saqqara. Por este motivo, se la conoce en la región como El-Haram el-Maharbish, que significa "Pila de piedra", y fue reconocida como una pirámide real en el siglo XIX, cuando un grupo de arqueólogos europeos comenzó a explorar la zona.
La pirámide de Userkaf es parte de un complejo funerario de mayor tamaño, que comprende un templo funerario, una capilla y una pirámide más pequeña construida para rendirle culto al faraón, además de otra pirámide y otro templo funerario para la esposa de Userkaf, la reina Neferhetepes. El templo funerario y la pirámide de culto de Userkaf están en ruinas y es difícil reconocerlas; la pirámide de la reina, por su parte, está reducida a escombros y su cámara funeraria ha sido víctima de los constantes saqueos de la región.
El complejo se diferencia de los pertenecientes a la cuarta dinastía (c. 2613–2494 a. C.) por su tamaño, su estilo arquitectónico y su ubicación en la región de Saqqara en lugar de Guiza. En sí, el complejo de Userkaf podría ser una manifestación de los profundos cambios que atravesó la ideología de la realeza entre la cuarta y la quinta dinastía, que comenzaron durante el reino de quien posiblemente haya sido el predecesor inmediato de Userkaf, Shepseskaf. Mil quinientos años después de su construcción, el faraón Ramsés II restauró las pirámides. Durante el período tardío de Egipto, entre los años 664 y 525 a. C., el sitio se utilizó como un cementerio.

## Descubrimiento y excavaciones
En 1831, el egiptólogo italiano Orazio Marucchi descubrió la entrada de la pirámide, pero nadie consiguió entrar hasta ocho años más tarde, en 1839, cuando John Shae Perring halló un túnel construido por los saqueadores de tumbas que llevaba hacia el interior de la pirámide. Perring no sabía con seguridad quién había sido el dueño de la pirámide y se la atribuyó a Dyedkara Isesi, un faraón que gobernó Egipto entre los años 2414 y 2375 a. C., durante la quinta dinastía.
Una vez terminadas sus investigaciones, Perring deshizo el túnel de los saqueadores, por lo que el acceso al interior de la pirámide se encuentra cerrado hasta hoy. La pirámide de Userkaf ingresó en los registros oficiales unos años después, en 1842, cuando Karl Richard Lepsius la incluyó en su lista de pirámides con el número XXXI. Dado que Perring ya había deshecho el túnel en esa época, Lepsius no hizo más investigaciones sobre la construcción.
No se aportaron nuevos datos sobre el sitio hasta octubre de 1927, cuando Cecil Mallaby Firth y el arquitecto Jean-Philippe Lauer comenzaron a excavar allí. Durante la primera temporada de excavación, Firth y Lauer liberaron el lado sur de la pirámide, lo que les permitió descubrir el templo funerario de Userkaf y tumbas pertenecientes al período Saíta, muy posterior a la época donde reinó el faraón. Al año siguiente, Firth y Lauer descubrieron una losa de piedra caliza con la imagen de Userkaf en relieve y una cabeza colosal de granito rojo del faraón, lo que determinó que había sido el dueño de la pirámide. Después de la muerte de Firth, en 1931, no se realizaron más excavaciones en el sitio hasta 1948, cuando Lauer retomó la tarea. Lauer trabajó en la pirámide hasta 1955, tiempo durante el cual investigó más el templo funerario y el lado oriental de la construcción. En 1976, Ahmed el-Khouli exploró los lados norte y occidental del complejo funerario y excavó y restauró la entrada de la pirámide. Sin embargo, en 1991 un terremoto volvió a cubrir la entrada con escombros.
En el año 2000, el egiptólogo francés Audran Labrousse publicó una obra dedicada a la pirámide junto con Jean-Philippe Lauer.

## Complejo funerario

### Diseño

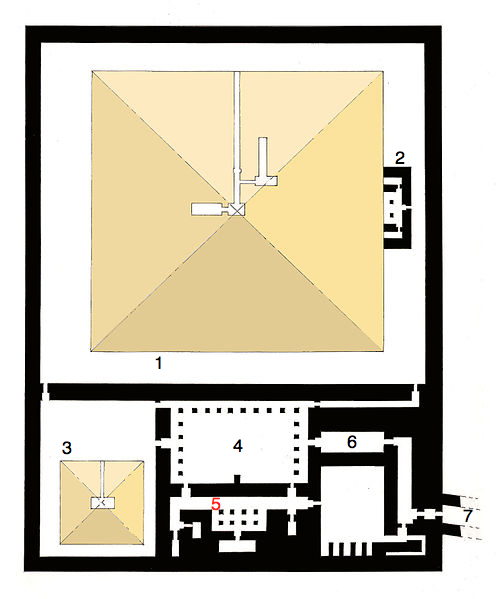
Complejo funerario de Userkaf: 1) pirámide principal, 2) Sala de Ofrendas y 3) pirámide de culto. El templo funerario comprende: 4) patio, 5) capilla, 6) corredores de la entrada y 7) calzada.

El complejo funerario de Userkaf posee la misma estructura que los de sus predecesores de la cuarta dinastía: una pirámide y un templo rodeados por un perímetro de muros altos y otro templo ubicado más cerca del río Nilo, que aún no se ha descubierto. Este templo conectaba con la pirámide con una calzada, cuya trayectoria exacta se desconoce, aunque sus primeros metros aún son visibles en la actualidad.
La disposición del complejo, sin embargo, difiere bastante de los anteriores: está organizado de norte a sur y no de este a oeste, y el templo, por su parte, se ubica al sur de la pirámide principal y su estructura no lo enfrenta. Además, en la parte oriental de la pirámide se erige una pequeña capilla para ofrendas, algo inusual, ya que las capillas solían formar parte del santuario interior del templo funerario. Por último, al sur del templo de Userkaf se alza un complejo más pequeño dedicado a su esposa, la reina Neferhetepes.
La razón de estos cambios no está clara y se han planteado varias hipótesis para explicarlos:
- La primera hipótesis es que se debe a un cambio de ideología. El advenimiento de la quinta dinastía marca la creciente importancia del culto al sol, como se indica en el Papiro Westcar. Esto también se evidencia con los templos solares erigidos en Abusir durante la dinastía, una tradición que inició el mismo Userkaf. Por último, el Papiro Abusir demuestra la fuerte conexión entre el culto al sol y el culto funerario a los faraones de esta dinastía: las ofrendas a un monarca fallecido se llevaban primero a un templo solar y luego se derivaban a su templo funerario. Por este motivo, es probable que Userkaf haya colocado su templo al sur de la pirámide principal para que el sol brillase directamente sobre él durante todo el año.[1]
- La segunda hipótesis sostiene que Userkaf decidió regresar a las tradiciones de la tercera dinastía (c. 2670–2610 a. C.): no solo construyó su complejo funerario al noreste de la pirámide escalonada de Zoser, sino que también el diseño del complejo es similar al de Zoser. Ambos están organizados de norte a sur y tienen su entrada en el extremo inferior del lado oriental.[1]
- La tercera hipótesis sugiere que la elección de Userkaf se debió a un tema práctico. Nabil Swelim descubrió una fosa de gran tamaño que rodea por completo el recinto de Zoser, con una profundidad máxima de veinticinco metros.[10] Es probable que esta fosa sea una cantera de donde se extrajo el material que se usó para la construcción de la pirámide escalonada de Zoser. Si por alguna razón era importante para Userkaf colocar su templo funerario al noreste del de Zoser, entre el recinto y la fosa, entonces no había espacio disponible para colocar la construcción en el lado oriental.[1] De esta forma, la topografía local podría explicar el peculiar diseño del complejo de Userkaf.[2]

### Templo funerario

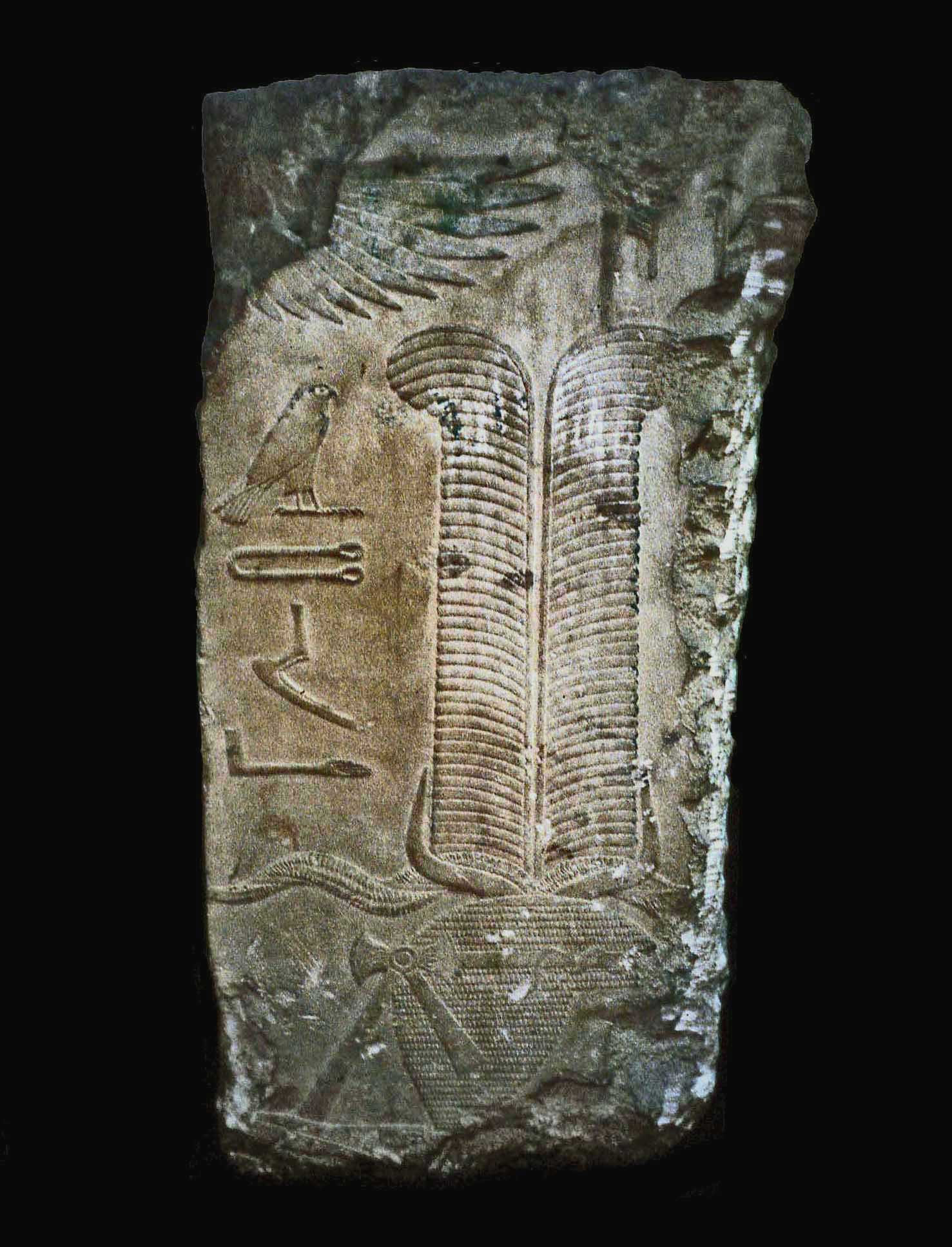
Fragmento de una losa con la imagen de Userkaf en relieve ubicada en su templo funerario.

Es difícil establecer el diseño y el estilo arquitectónico del templo funerario de Userkaf. No solo se extrajo una gran cantidad de piedra del sitio a lo largo de los milenios que transcurrieron desde su construcción, sino que durante el período saíta se cavaron tumbas en el lugar, lo que lo dañó aún más.  
No obstante, las reconstrucciones modernas del templo muestran que tenía las mismas características que todos los templos funerarios construidos desde la época de Kefrén, quien reinó hacia el año 2570 a. C. Sin embargo, al igual que el complejo, el diseño del templo parece diferir en gran medida de aquellos de los predecesores de Userkaf. La calzada ingresaba al recinto de la pirámide por el extremo inferior de la pared oriental; allí, el corredor de la entrada se dividía en dirección al sur hacia cinco habitaciones que oficiaban de almacenes y hacia una escalera que conducía a una terraza en el techo. En la sección norte, una entrada conducía a un vestíbulo y luego hacia un salón recibidor. Desde allí, se accedía a un patio con suelos de basalto negro, rodeado al este, al oeste y al norte por pilares monolíticos de granito rojo que sostenían los títulos del rey. Allí se encontró una colosal cabeza de Userkaf, la segunda estatua monumental más antigua de un monarca egipcio después de la Gran Esfinge, hoy en día propiedad del Museo Egipcio. La cabeza, que posiblemente perteneció a una estatua de cinco metros de alto, representa a Userkaf portando el nemes y el uraeus. Las paredes del patio estaban decoradas con finos relieves que representaban escenas de la vida cotidiana, un bote con su tripulación y los nombres de los estados del Alto y el Bajo Egipto relacionados con el culto al rey.
Dos puertas ubicadas en las esquinas del sureste y sudoeste del patio conducían a una pequeña sala hipóstila con cuatro pares de pilares de granito rojo. Más allá, pasando más cámaras para almacenaje, se erigía el santuario interior, con tres (Ricke) o cinco (Lauer) nichos para estatuas donde podrían haberse colocado estatuas del rey, mirando hacia el norte de la pirámide. A diferencia de otros templos funerarios, el santuario interior estaba separado de la pirámide, con el patio en medio de ambos. Los únicos restos del templo que son visibles hoy en día son el pavimento de basalto y los bloques de granito de gran tamaño que enmarcan la puerta exterior.

### Capilla
Junto al lado oriental de la pirámide principal, se erige una pequeña capilla para ofrendas que es apenas visible hoy en día. Consistía en una habitación central con dos pilares, una gran puerta falsa de cuarcita y dos cámaras angostas a los lados. Al igual que en el templo funerario, el piso de la capilla era de basalto negro. Las paredes, sin embargo, estaban hechas de piedra caliza de Tura y granito y estaban decoradas con relieves finos que representaban escenas rituales donde se realizaban ofrendas.

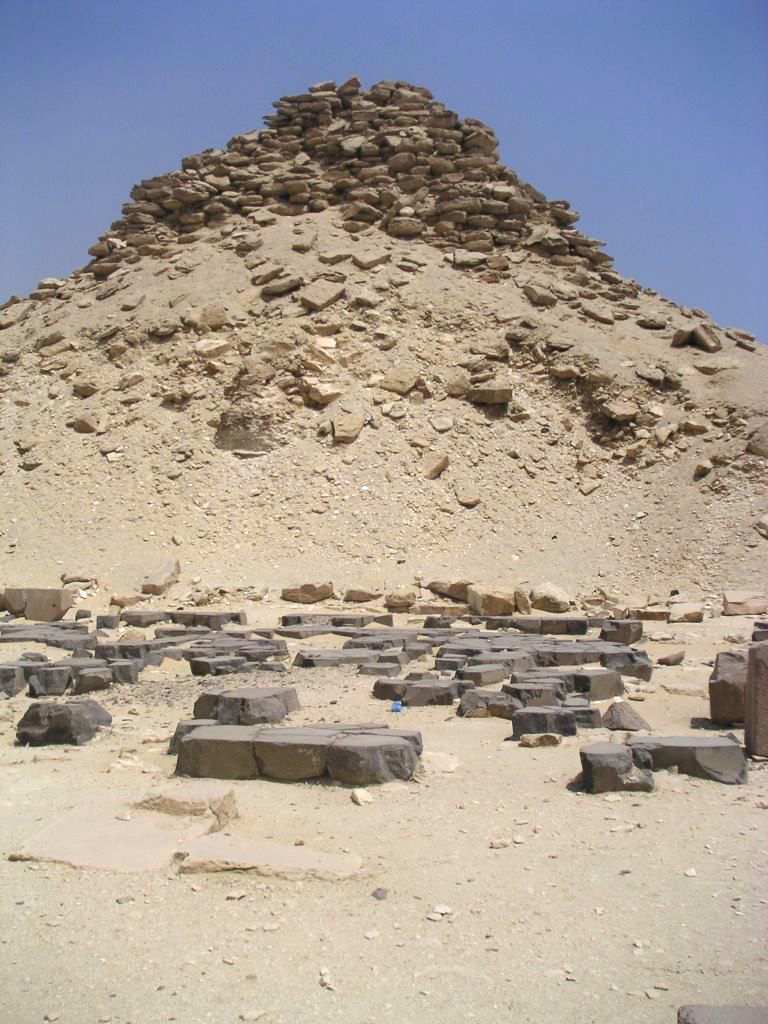
Piso de basalto negro en el patio del templo.
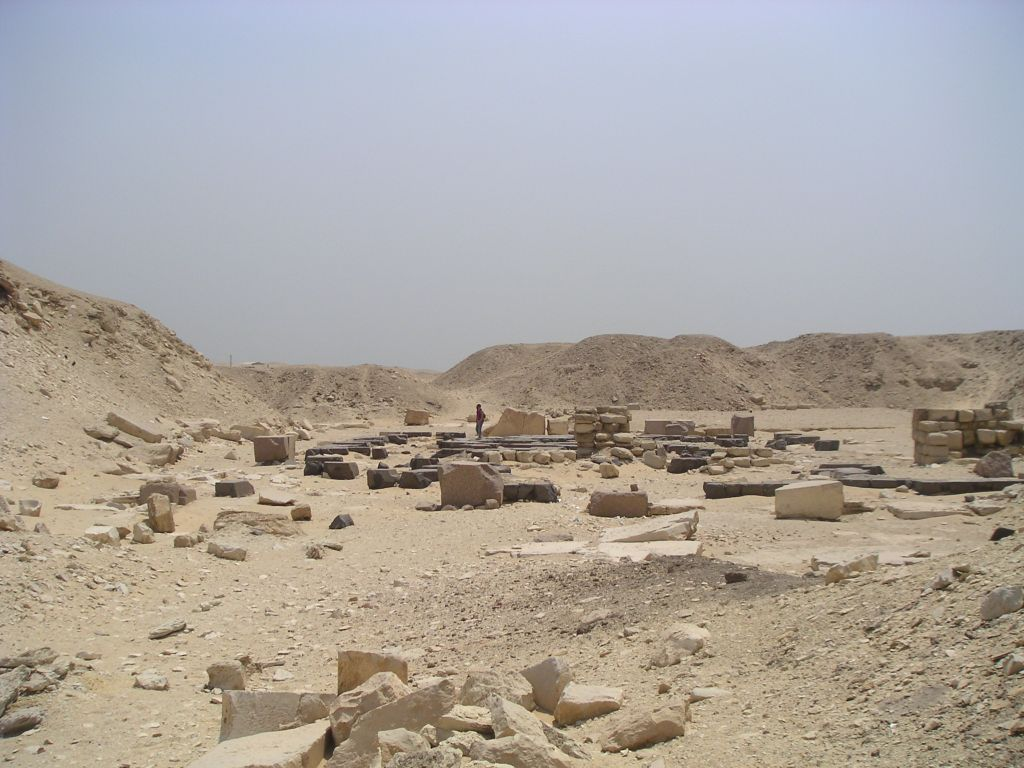
Templo funerario de Userkaf.
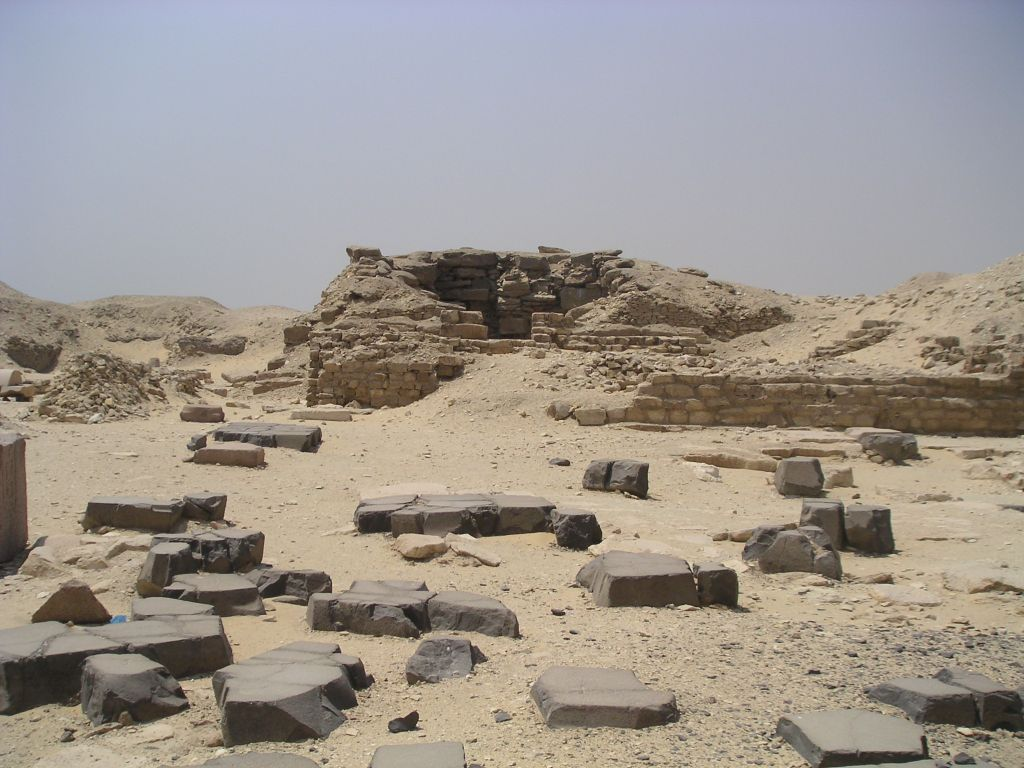
Templo de Userkaf con las ruinas de la pirámide de Neferhetepes en el fondo.

### Pirámide de culto
Al sudoeste del templo funerario de Userkaf se erige una pequeña pirámide de culto. Esta pirámide se construyó para recibir el Ka del faraón fallecido y, por este motivo, debió haber albergado una estatua del Ka de Userkaf. Medía quince metros de alto con una base de veintiún metros de largo y su pendiente era de 53°, igual a la de la pirámide principal. La posición de esta pirámide dentro del complejo es inusual, ya que la pirámide de culto solía ubicarse en la esquina del sudeste. Esta diferencia probablemente se relaciona con el diseño general peculiar de norte a sur del complejo de Userkaf, donde la esquina del sudeste alberga la entrada al templo funerario.
El núcleo de la pirámide está conformado por bloques labrados de piedra caliza, similares a los de la pirámide principal. Estos bloques estaban dispuestos en dos capas y cubiertos con piedra caliza fina de Tura, la que fue robada por los saqueadores. En consecuencia, el núcleo de la pirámide, de mala calidad, quedó expuesto y se desintegró rápidamente. Hoy, solo las dos capas inferiores de la pirámide siguen siendo visibles.
La pirámide tiene un interior en forma de T, con un corredor descendente que conduce a una cámara con un gablete. Al igual que en la pirámide principal, el interior se construyó en un pozo abierto de poca profundidad, por lo que se encuentra unos metros debajo de la tierra.

## Pirámide principal

### Construcción

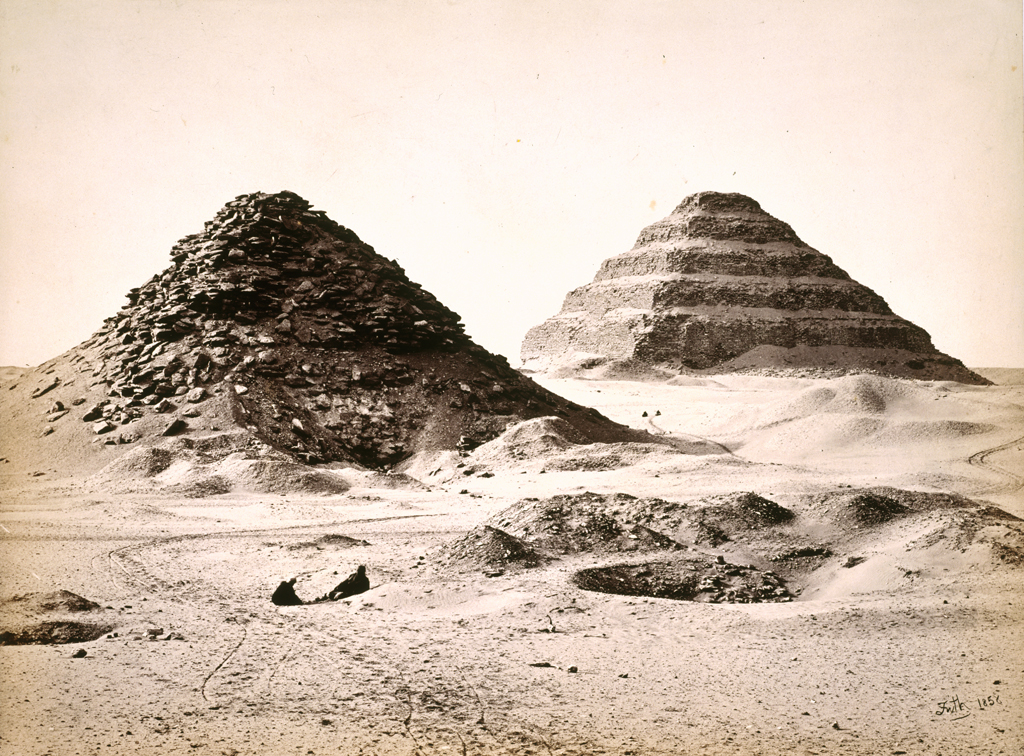
Fotografía de 1858 del lado norte. En el fondo, la pirámide escalonada de Zoser.

La pirámide de Userkaf se encuentra al noreste de la pirámide escalonada de Zoser. Tras su construcción, medía alrededor de 49 metros de alto y 73 metros de ancho, con una pendiente de 53° -idéntica a la de la Gran Pirámide de Guiza-, con un volumen total de 87 906 metros cuadrados. El núcleo está conformado por pequeños bloques labrados de piedra caliza local, dispuestos en capas horizontales. Esto ahorraba una cantidad considerable de trabajo en comparación con los núcleos de piedra de mayor tamaño de las pirámides de la cuarta dinastía. Sin embargo, dado que el revestimiento exterior de la pirámide fue víctima de los saqueos a lo largo del tiempo, el material de menor calidad fue quedando expuesto y se fue deteriorando más que el de las pirámides más antiguas. Esto explica el estado ruinoso actual de la pirámide.
El núcleo de la pirámide fue construido con una estructura escalonada, una técnica similar a la de la cuarta dinastía, aunque el material era de una calidad muy inferior. El revestimiento externo de la pirámide estaba formado por piedra caliza fina de Tura, lo que le daba a la construcción de Userkaf una apariencia similar a la de las gloriosas pirámides de la cuarta dinastía. No había, sin embargo, granito rojo recubriendo la parte baja de la pirámide como en el caso de la pirámide de Menkaura.

### Interior

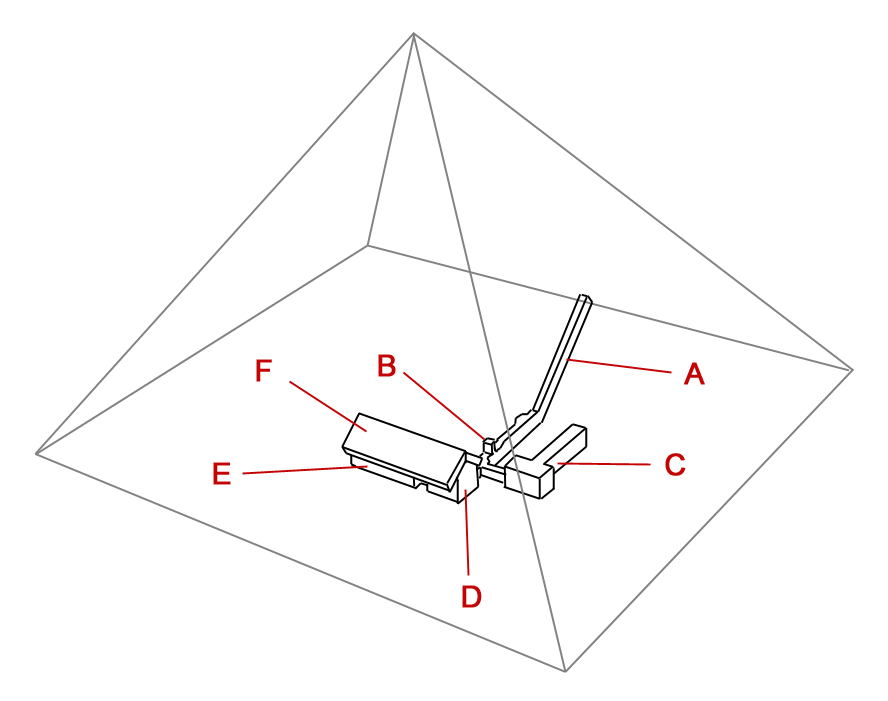
Interior de la pirámide de Userkaf. A = pasaje descendiente, B = puerta levadiza de granito, C = cámara de depósito, D = antecámara, E = cámara funeraria de Userkaf, F = gablete.

La pirámide no tiene cámaras internas, ya que estas cámaras estaban bajo tierra. Fueron construidas en un profundo pozo abierto, cavado antes de que comenzara la construcción de la pirámide y cubierto luego por esta. La entrada a las cámaras subterráneas se encuentra al norte de la pirámide, a diferencia de las pirámides de la cuarta dinastía, donde la entrada a las cámaras internas estaba en alguno de los lados de la construcción en sí. La entrada estaba excavada en el lecho de la roca y el techo y el suelo de la habitación estaban recubiertos con losas de piedra caliza blanca; en la actualidad, la mayor parte de estas losas han sido retiradas.
Desde la entrada, un largo pasaje de 18,5 metros de largo conduce a un túnel horizontal, ubicado a ocho metros debajo de la base de la pirámide. Los primeros metros de este túnel estaban recubiertos con granito rojo y el final estaba bloqueado por dos puertas levadizas de granito rojo de gran tamaño, una de las cuales aún tiene restos del revoque de yeso que se usó para sellar las puertas.
Detrás de la barrera de granito, el corredor se ramifica y conduce, hacia el este, a una cámara de depósito en forma de T que probablemente contenía el ajuar funerario de Userkaf. La presencia de una cámara de almacenaje de estas características, ubicada debajo de la base de una pirámide, es única entre las construcciones de la quinta y la sexta dinastía.
En el extremo sur del corredor se situaba una antecámara, ubicada directamente debajo de la punta de la pirámide. La antecámara estaba orientada de este a oeste y, siguiendo en esta dirección, se accedía a la cámara donde estaba sepultado el rey. Esta cámara tenía la misma altura y el mismo ancho que la antecámara, pero su longitud era mayor; en su extremo occidental, Perring descubrió fragmentos de un sarcófago vacío de basalto negro y una caja de canopes, destinada a contener los tarros con los órganos internos de los cuerpos momificados. Las cámaras estaban protegidas de ser aplastadas por la estructura por un gablete, formado por dos grandes bloques de piedra caliza de Tura, un recurso arquitectónico común a todas las pirámides de la quinta y la sexta dinastía. El mismo material recubría las paredes de las cámaras, mientras que el revestimiento del piso fue destruido a manos de los saqueadores.

## Complejo piramidal de Neferhetepes
Era común que los faraones del Imperio Antiguo enterrasen a sus familiares cerca de sus propias tumbas, y Userkaf siguió la tradición. Diez metros al sur de su recinto funerario, el faraón construyó un complejo más pequeño para su reina, en un eje de este a oeste. Esta pirámide está en ruinas y en la actualidad solo puede verse un pequeño montículo de escombros.

### Descubrimiento
C. M. Firth fue quien descubrió la pirámide de la reina en 1928, durante una serie de excavaciones al sur de la pirámide principal de Userkaf. En 1929, un año más tarde, propuso que se asignase la pirámide a la reina Neferhetepes, esposa de Userkaf y madre de Sahura. No fue hasta 1943 que Bernard Grdseloff descubrió la tumba de Persen, un sacerdote de la corte de Userkaf y Neferhetepes. En su tumba, ubicada en las cercanías inmediatas del complejo de Userkaf, se encontró una piedra tallada con el nombre y el rango de la reina. Esta piedra está en exhibición en el Museo Egipcio de Berlín. En 1979, Audran Labrousse halló más evidencias que confirmaban que la pirámide pertenecía a Neferhetepes cuando excavó las ruinas del templo; en consecuencia, el pequeño complejo piramidal le fue atribuido a ella.

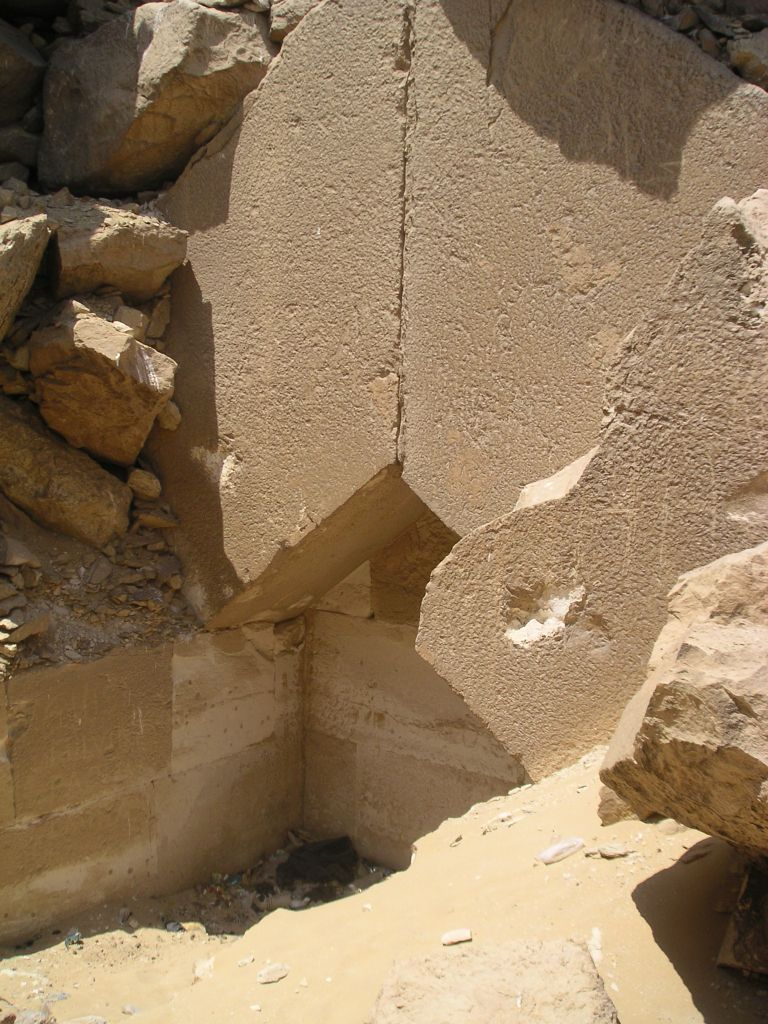
La cámara funeraria de la pirámide de la reina, expuesta por los ladrones de piedras.

### Pirámide
La pirámide de la reina medía 16,8 metros de alto con una pendiente de 52°, similar a la de Userkaf, con una base de 26,25 metros de largo. El núcleo de la pirámide fue construido con la misma técnica que se usó en la pirámide principal y en la de culto: consistía de tres capas horizontales de piedra caliza local toscamente tallada y ladrillos de yeso. Además, tenía un revestimiento de fina piedra caliza de Tura, que más tarde fue retirado para aprovecharlo en otras construcciones, el destino del recubrimiento original de todas las pirámides egipcias. De hecho, la pirámide se explotó tanto como cantera en tiempos posteriores que hoy en día apenas se la distingue y sus cámaras internas están expuestas.
La entrada se encuentra en el lado norte de la pirámide y consiste en un pasaje descendente que conduce a una cámara en forma de T. Esta cámara estaba ubicada debajo de la punta de la pirámide y estaba orientada de este a oeste, como el resto del complejo de la reina. Tenía un techo formado por grandes bloques de piedra caliza, una técnica arquitectónica común a todas las cámaras de las pirámides de la quinta dinastía. El interior es, por lo tanto, una versión a escala de la pirámide de Userkaf sin las cámaras de depósito.

### Templo funerario
El complejo de la reina tenía su propio templo funerario independiente, ubicado al este de la pirámide, en contraste con el complejo de Userkaf. Esta diferencia puede explicarse por las pequeñas dimensiones del templo, que le permitían estar orientado hacia el este según marcaba la tradición.
Se accedía al templo por la esquina del sudeste de la pared del recinto. La entrada conectaba con un patio abierto que se extendía de este a oeste. La limpieza ritual y la preparación de las ofrendas se llevaban a cabo en este patio. Debido a la gran degradación que sufrió el templo, los intentos de reconstrucción son especulativos; basándose en las ruinas, los arqueólogos sugieren que el templo tenía una arcada abierta, probablemente hecha de granito, una capilla para sacrificios anexada a la pirámide, tres nichos para estatuas y algunas cámaras para depósito. No se encontraron restos de una pirámide de culto en el sitio. En las paredes de las salas del templo, se hallaron representaciones de procesiones de animales para el sacrificio y personas transportando ofrendas hacia el santuario de la reina.

## Alteraciones posteriores
Según los estudios realizados, la pirámide de Userkaf fue objeto de obras de restauración en la Antigüedad, tras una iniciativa de Jaemuaset (1280–1225 a. C.), cuarto hijo de Ramsés II. Se llegó a esta conclusión tras observar una serie de inscripciones en la piedra que muestran al faraón con un grupo de portadores de ofrendas.
Durante la vigésimo sexta dinastía (c. 685-525 a. C.), el templo de Userkaf se había convertido en un cementerio: existen evidencias de que se cavó una gran tumba en medio del complejo, lo que causó que en los tiempos modernos fuese difícil reconstruir el diseño original. Esto indica que durante el período saíta el templo de Userkaf ya estaba en ruinas.